# Metaxymorpha alexanderiensis
Metaxymorpha alexanderiensis es una especie de escarabajo del género Metaxymorpha, familia Buprestidae. Fue descrita científicamente por Nylander en 2008.